# Märgpipa

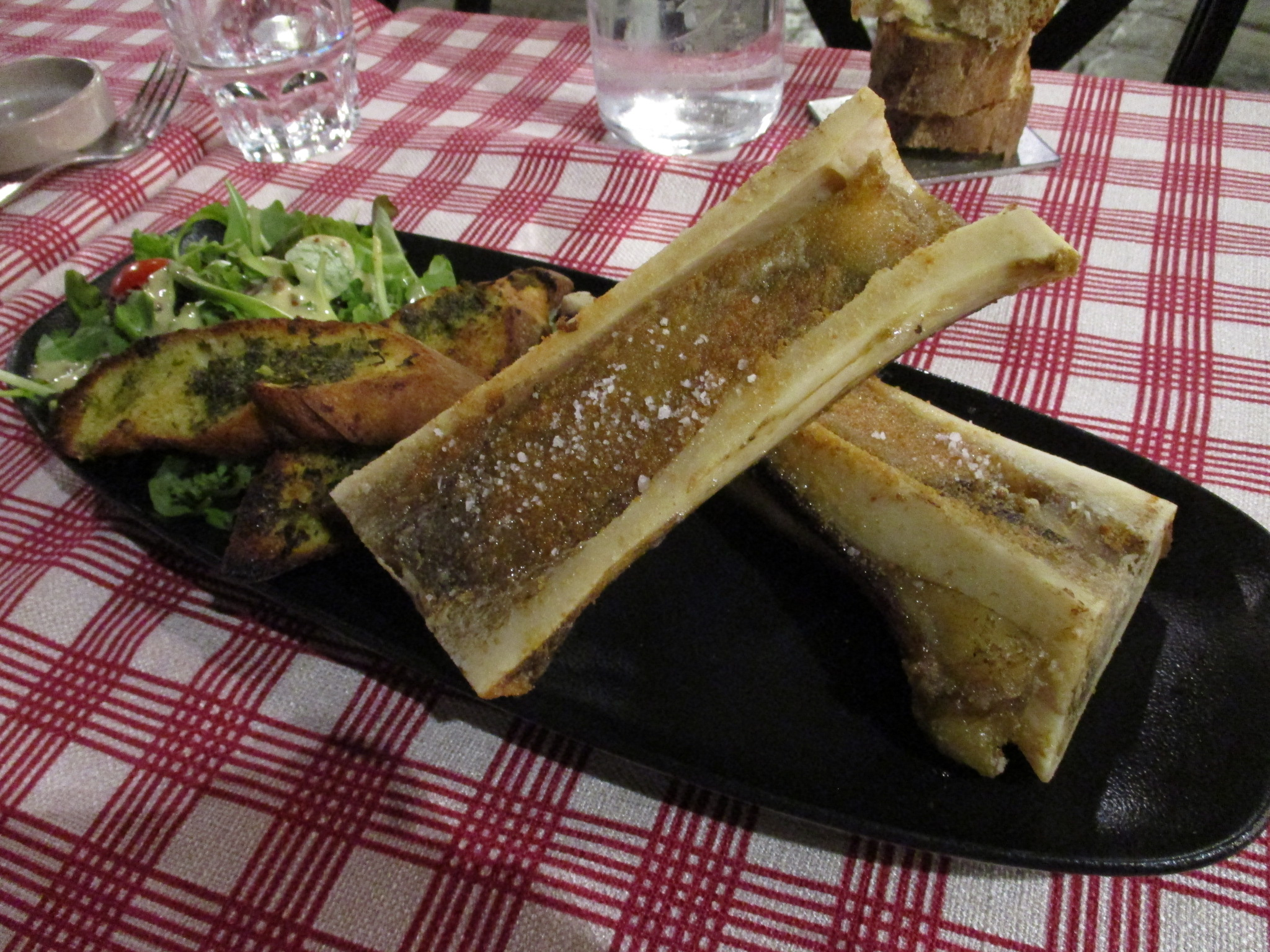
Märgpipa serverad på franskt vis.

Märgpipa betyder från början en benpipa med märg, som kan användas vid t. ex. kokning av buljong. Dessutom är märgpipa en styckningsdetalj av nötkreatur, nämligen övre delen av djurets framben och leden mot bogen, och används särskilt till kalops, pepparrotskött och olika slags grytor.
I märgpipa har köttet en fetthalt omkring 4 procent och är alltså tämligen magert. Det är också kortfibrigt och rikt på bindväv.